# 모리네타르
청색의 모리네타르(Morinehtar the Blue)는 가운데땅으로 파견된 이스타리들 중 하나이다. 사루만과 간달프, 라다가스트와 로메스타모와 가운데땅으로 파견되었으며 활을 주무기로 사용한다. 그러나 다른 이스타리들에 비해 비중이 매우 적다. 반지의 제왕에서 간달프가 "청색이 두명 있었는데, 기억이 잘 안나"라고 언급한 바 있다. 이것은 실마릴리온의 판권이 반지의 제왕으로 안 넘어갔음을 알 수 있다.